# 儀制令
儀制令（ぎせいりょう）とは、中国・日本における令の篇目の1つ。唐の律令における儀制令に基づいて、日本の大宝令及び養老令に定められた。

## 概要
養老令では第18篇目に全26条から構成されている。朝儀に関する前半部分15条と非違に関する後半部分11条から成り立っており、前者は天皇・皇后・皇太子などの尊称、天皇に対する作法、廃朝・祥瑞などの規定、貴族・官人同士の間での作法などを規定している。後者は社会一般に対しても適用される儀礼などの規定であり、婚姻に対する制限、服喪に関する制限、五等親の規定、公文書への年号記載の義務などが規定されている。
中国における儒教に基づいた礼制を反映した規定となっているが、日本の儀制令では天皇を頂点として貴族を中心とする秩序体制の維持を主眼として、意図的に取捨選択をしている条文も含まれている。